# JS Chépénéhé
JS Chépénéhé ist ein neukaledonischer Fußballverein, der von der Insel Lifou stammt. Seine Vereinsfarben sind Grün und Rot. Er spielte im Championnat de Lifou, ist aber in der Saison 2008/2009 in die zweite Liga Lifous abgestiegen.